# Au Pairs
Au Pairs var ett brittiskt tidigt postpunkband, bildat 1979 i Birmingham, England. Frontperson i bandet var den öppet lesbiska Lesley Woods, vilket gjort att Au Pairs ibland kallats ett av de tidigaste lesbiska banden trots att det bara var Woods som var lesbisk och två av de andra tre medlemmarna var män. I bandets texter problematiseras heterosexualitet och heteronormativitet.

## Bandmedlemmar
- Lesley Woods (sång, gitarr)
- Paul Foad (gitarr)
- Jane Munro (bas)
- Pete Hammond (trummor)

## Diskografi

### Album
- Playing with a Different Sex (1981)
- Sense and Sensuality (1982)
- Equal But Different (1983) (Bootleg)
- Live in Berlin (1983)
- BBC Sessions (1983)

### Singlar och EP-skivor
- You / Domestic Departure / Kerb Crawler (1980)
- It's Obvious / Diet  (1980)
- Come Again (1981)
- Headache for Michaelle (1981)
- Diet (1981)